# Mariëlle Paul
Mariëlle Lucienne Josepha Paul (Geldrop, 5 november 1966) is een Nederlands politica namens de Volkspartij voor Vrijheid en Democratie (VVD). Sinds 2 juli 2024 is Paul staatssecretaris van Onderwijs, Cultuur en Wetenschap (Funderend Onderwijs en Emancipatie) in het kabinet-Schoof. Van 21 juli 2023 tot 2 juli 2024 was Paul minister voor Primair en Voortgezet Onderwijs in het demissionaire kabinet-Rutte IV. Tevens was ze van 2021 tot 2024 Tweede Kamerlid, met een onderbreking in 2023. 

## Jeugd, opleiding en loopbaan
Paul is de dochter van Pakistaanse ouders en haar vader was daarvoor Brits-Indisch. Haar ouders zijn in 1965 vanuit de Pakistaanse stad Karachi naar het Noord-Brabantse Geldrop verhuisd, toen haar vader – een werktuigbouwkundige – een baan kreeg bij DAF. Paul heeft een zus en zij verhuisde in 1973 van Geldrop naar het nabijgelegen dorp Heeze. In haar jeugd speelde ze piano. Ze ging van 1979 tot 1985 naar het gymnasium op het Augustinianum in Eindhoven en studeerde vervolgens tot 1991 internationaal recht aan de Rijksuniversiteit Leiden. Ze was lid van de studentenvereniging Minerva.
Na haar afstuderen ging Paul werken voor olie- en gasbedrijf BP. Ze werd zes jaar later  (1997) directeur zakelijke communicatie bij pr-bureau Hill & Knowlton. Van 2000 tot en met 2004 was ze mede-eigenaar van een Haarlems communicatieadviesbureau genaamd Principal Communications en daarna (2004-2013) werkte ze voor ABN AMRO.  Bij de bank hield ze zich bezig met communicatie, marketing en personeelszaken. Paul werd in 2013 hoofd zakelijke en verkoopcommunicatie bij uitgeverijconcern Sanoma. Ze verliet dat bedrijf in 2015 en werkte vervolgens als interim-communicatiedirectrice voor Porticus, een ngo. Van 2017 tot het begin van haar Kamerlidmaatschap in 2021 was Paul hoofd communicatie van Koninklijke BAM Groep.

## Politieke loopbaan

### Kamerlid
Na van 2017 tot 2021 bestuurslid en vicevoorzitter van de Amsterdamse VVD te zijn geweest kreeg Paul de zeventiende plaats op de kandidatenlijst van die partij voor de Tweede Kamerverkiezingen 2021. De VVD behaalde 34 zetels, waardoor Paul werd verkozen, en zelf ontving ze 2633 voorkeurstemmen. Op 31 maart 2021 werd ze beëdigd als lid van de Tweede Kamer der Staten-Generaal. Ze kreeg de portefeuille internationale handel, ontwikkelingssamenwerking en macro-economisch beleid, maar deze veranderde kort daarna in primair en voortgezet onderwijs. Later werd daar nog compensatie aan de slachtoffers van de toeslagenaffaire aan toegevoegd. Als Tweede Kamerlid was Paul lid van de contactgroepen Duitsland, Verenigd Koninkrijk en Verenigde Staten en van de vaste commissies voor Buitenlandse Zaken, voor Europese Zaken, voor Financiën, voor Koninkrijksrelaties (voorzitter), voor Onderwijs, Cultuur en Wetenschap en voor de Rijksuitgaven. Ze was een van de lijstduwers van de VVD in Amsterdam bij de gemeenteraadsverkiezingen in 2022.

#### Enquêtecommissie
Toen Khadija Arib de Tweede Kamer eind 2022 verliet, nam Paul ad interim haar voorzitterschap over van een voorbereidende commissie voor de parlementaire enquête naar de aanpak van de coronapandemie. NRC berichtte in februari 2023 dat een aantal leden van de commissie het vertrek eiste van collega-leden Pepijn van Houwelingen (FVD) en Wybren van Haga (Groep Van Haga) wegens het uiten van vooringenomen standpunten. In afwezigheid van de bevoegdheid om leden weg te kunnen sturen kondigde Paul de daaropvolgende week aan dat de commissie haar werkzaamheden zou voortzetten na "constructieve gesprekken". Nadat de voorbereidingen voor de parlementaire enquête waren afgerond, werd deze voor onbepaalde tijd uitgesteld omdat niet genoeg partijen een lid hadden afgevaardigd. Paul had zelf aangegeven niet beschikbaar te zijn om de enquête te leiden.

### Minister
Op 18 juli 2023 werd aangekondigd dat ze minister voor Primair en Voortgezet Onderwijs zou worden in het demissionaire kabinet-Rutte IV. Haar voorganger, Dennis Wiersma, was de voorgaande maand afgetreden na mediaberichten van grensoverschrijdend gedrag op het werk. Het kabinet was op 7 juli gevallen na onenigheid over asielhervormingen. Paul werd op 21 juli beëdigd in Paleis Huis ten Bosch door koning Willem-Alexander. Door haar benoeming had Nederland voor het eerst in de geschiedenis meer vrouwen dan mannen in het kabinet. Terwijl minister van Onderwijs, Cultuur en Wetenschap Robbert Dijkgraaf het ministerie leidde, kreeg Paul verantwoordelijkheid voor voor- en vroegschoolse educatie, primair en voortgezet onderwijs, speciaal en passend onderwijs, volwasseneneducatie, informeel onderwijs, actieplan basisvaardigheden, kansengelijkheid, lerarenbeleid, maatschappelijke diensttijd, Nationaal Programma Onderwijs, onderwijshuisvesting, DUO en Inspectie van het Onderwijs. Op 6 december 2023 werd Paul wederom Kamerlid, ditmaal naast haar ministerschap. Zij ging opnieuw de Kamer in vanwege haar verkiezing op 22 november dat jaar, waarbij ze op de tiende plek van de VVD-lijst stond. Dit Kamerlidmaatschap duurde tot het aantreden van het nieuwe kabinet.

### Staatssecretaris
Op 2 juli 2024 werd het kabinet-Schoof beëdigd als opvolger van Rutte IV. Paul bleef op het beleidsterrein Primair en Voortgezet Onderwijs, dat toen werd verplaatst naar een staatssecretariaat. Paul kreeg ook Emancipatie erbij binnen dit nieuwe kabinet.